# Marie Cool Fabio Balducci
Marie Cool Fabio Balducci ist ein französisch/italienisches Künstlerduo. Marie Cool (* 1961 in Valenciennes, Frankreich) und Fabio Balducci (* 1964 in Ostra, Italien) arbeiten seit 1995 zusammen. Sie leben in Paris und Pergola. „Marie Cool Fabio Balducci verzichten auf ihre Individualitäten, ohne sie ganz zu verbergen“ und drücken sich stets nur mit einer Stimme aus.
Marie Cool kommt aus dem zeitgenössischen Tanz und Fabio Balducci aus der bildenden Kunst, dem Film. Zusammen erarbeiten sie Aktionen, Filme, Installationen, Skulpturen und Zeichnungen. Sie gestalten Aktionen rund um alltägliche Objekte und Materialien, die als kritische Beschäftigung und Antwort auf die italienische Arte Povera zu sehen sind. Gewöhnliche Gegenstände aus Standardarbeitsumgebungen (A4-Blätter, Klebeband, Bleistifte, Bürotische) und natürliche Elemente wie Wasser oder Sonnenlicht werden für Aktionen in Form von einfachen Gesten genutzt.

## Ausstellungen
- 2009: Marie Cool Fabio Balducci: Untitled 2006-2009, South London Gallery, London
- 2010: 6. Berlin Biennale für zeitgenössische Kunst, Berlin
- 2013: Il nunc s'e fatto scia (Franco Scataglini), Le Consortium, Dijon
- 2017: documenta 14, Athen und Kassel
- 2018: Fondation d’Entreprise Hermès: Marie Cool Fabio Balducci, Brüssel
- 2019: Rovesciamento, CAPC Museum für zeitgenössische Kunst von Bordeaux, Bordeaux
- 2019: Marie Cool Fabio Balducci: Can Carry No Weight, Gesellschaft für Aktuelle Kunst, Bremen
- 2019: Marie Cool Fabio Balducci. Dai campi all’elica, Musée cantonal des Beaux-Arts de Lausanne, Lausanne
- 2024: Marie Cool Fabio Balducci Senza sole, Contemporary Art Gallery P420, Bologna

## Auszeichnungen
- 2014: Berliner Künstlerprogramm des DAAD